# Calamodes subscudularia
Calamodes subscudularia är en fjärilsart som beskrevs av Turati 1919. Calamodes subscudularia ingår i släktet Calamodes och familjen mätare. Inga underarter finns listade i Catalogue of Life.